# Carlton (Nowy Jork)
Carlton – miasto w Stanach Zjednoczonych, w stanie Nowy Jork, w hrabstwie Orleans.